# Escala linear

desenho de um palintone, um tipo de catapulta, mostrando uma escala linear muito simples.

Escala linear, também chamada de escala, escala de bar, escala gráfica, é um meio de ilustrar visualmente a escala de um mapa, carta náutica, desenho de engenharia ou desenho arquitetônico.
Nos mapas de grande escala e gráficos, ou naqueles mapas que cobrem uma área pequena, e em desenhos de engenharia e arquitetura, a escala linear pode ser muito simples, uma linha marcada em intervalos para mostrar a distância sobre a terra ou o objeto que a distância na escala representa.  Uma pessoa que utiliza o mapa pode usar as divisórias do desenho (ou, menos precisamente, dois dedos) para medir a distância, comparando-as com a escala linear. O comprimento da linha na escala linear é igual à distância representada na terra multiplicado pelo mapa ou pela escala.
Na maioria das projeções, as escalas variam na latitude, seja em mapas menores ou em mapas que cobrem grandes áreas, a escala linear deve mostrar a faixa de latitudes abrangidas pelo mapa. Um deles é mostrado na escala abaixo.
A maioria das cartas náuticas são construídas utilizando-se a projecção de Mercator, que modifica a escala substancialmente nas latitudes. As escalas lineares não são usadas em gráficos com escalas menores do que 1/80,000. Marinheiros geralmente usam a milha náutica, por que uma milha náutica é aproximadamente igual a um minuto de latitude, comparando-se a escala de latitude com os lados do mapa.
Apesar das escalas lineares serem usadas em desenhos de arquitetura e engenharia, e também serem usadas em empreendimentos totalmente já  construídos, muitos desenhos não têm uma escala linear e são marcados como "Desenho sem escala", pelo fato de que há diferenças no tamanho representado no papel e a construção real, por causa das particularidades do ambiente, mas as dimensões devem ser especificamente como mostrados no desenho para se ter uma construção fiável e precisa.